# Xanthacrona ypsilon
Xanthacrona ypsilon är en tvåvingeart som beskrevs av Günther Enderlein 1921. Xanthacrona ypsilon ingår i släktet Xanthacrona och familjen fläckflugor. Inga underarter finns listade i Catalogue of Life.